# Obelisco de la Caja

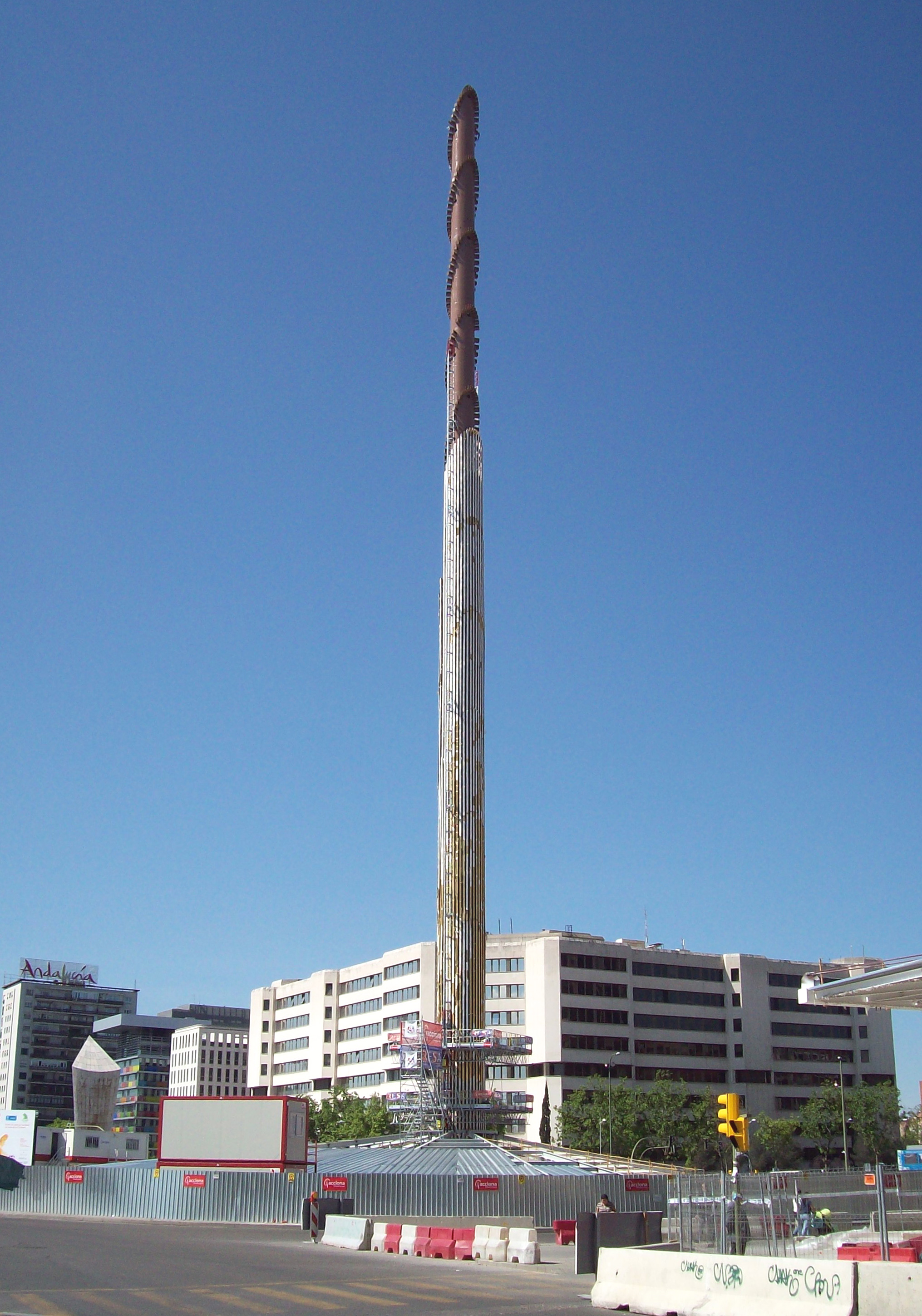
L'obelisco de la Caja in costruzione (15 maggio 2009)

L'obelisco de la Caja, conosciuto anche come obelisco di Calatrava, è un monumento disegnato da Santiago Calatrava, situato a plaza de Castilla a Madrid.

## Storia
Il monumento è stato realizzato dalla banca Caja Madrid in occasione dei 300 anni dalla sua fondazione (1702 - 2002) come dono alla capitale spagnola.
Nel progetto iniziale l'obelisco doveva essere alto 120 m, successivamente, considerando il peso che avrebbe accumulato, si è preferito arrivare ad un'altezza di 93 m. Ha un peso di 570 tonnellate e un diametro di due metri.
L'esecuzione del progetto è stato affidato, nell'ottobre del 2007, alla ditta costruttrice Acciona. La struttura è stata inaugurata dal re Juan Carlos il 23 dicembre 2009.
La torre dispone di un meccanismo particolare che le permette di ondeggiare.